# Fred Spiksley
Frederick „Fred“ Spiksley (* 25. Januar 1870 in Gainsborough; † 28. Juli 1948 auf der Pferderennbahn bei Goodwood House, Chichester, West Sussex) war ein englischer Fußballspieler und -trainer, der als Stürmer und linker Außenläufer für Sheffield Wednesday und England im Einsatz war.
Spiksley spielte auch für Gainsborough Trinity, Glossop North End, Leeds City, den FC Watford und war 1907 der einzige Profifußballer bei den Corinthians. Nachdem er seine Spielerkarriere im Jahr 1906 beendet hatte, arbeitete er als Trainer und gewann mit den von ihm betreuten Mannschaften nationale Fußballmeisterschaften in Schweden, Mexiko und Deutschland. Während des Ersten Weltkrieges war er in einem zivilen Internierungslager in Ruhleben bei Berlin festgesetzt. Später arbeitete er als Buchmacher und starb 1948 auf der Pferderennbahn Goodwood.

## Karriere als Spieler

### Frühe Karriere
Spiksley begann als Jugendlicher für die Gainsborough Jubilee Swifts zu spielen. Im Jahr 1887 erreichte er mit dieser Mannschaft das Halbfinale des Lincolnshire Junior Cup und beendete den Wettbewerb als bester Torschütze mit 31 Toren in sechs Spielen.
Am 19. März 1887 absolvierte er im Alter von 17 Jahren in einer Begegnung mit Notts Jardines sein erstes Spiel in der ersten Mannschaft von Gainsborough Trinity. Da er seinen Kapitän Billy Brown nach einem guten Lauf mit einem Pass versorgt hatte, war Spiksley am einzigen Tor der Mannschaft beteiligt, trotzdem ging das Spiel für Trinity mit 3:1 verloren. Während seiner ersten Saison bei Trinity erzielte er in 29 Spielen 31 Tore und war nach Johnny Madden, der später für die schottische Fußballnationalmannschaft und für Celtic Glasgow spielte, der zweitbeste Torschütze der Mannschaft. Bei seinem ersten Spiel im FA Cup trug er auch zwei Treffer zum 7:0-Sieg über Boston Town bei, genauso im Finale des Gainsborough News Charity Cup. In seiner zweiten Saison erzielte er 28 Tore in 21 Spielen und war, trotz eines an seinem 19. Geburtstag erlittenen Beinbruchs in einem Spiel des Gainsborough News Charity Cup gegen The Wednesday, der beste Torschütze seiner Mannschaft der Saison 1888/89. Während der Saison 1889/90 gewann Spiksley mit seiner Mannschaft Trinity zwei Pokale, zum einen den Lincolnshire F.A. Cup und zum anderen den Gainsborough News Charity Cup. Während der Saison 1890/91 gehörte er zu der bekannten Mannschaft von Trinity, die den Titel der Midland League gewann.

### Sheffield Wednesday
Im Januar 1891 war er kurz vor einer Vertragsunterschrift beim FC Accrington, erbat sich aber noch eine Bedenkzeit zur Prüfung des Vertrages. Während der Reise nach Accrington legte er in Sheffield einen Zwischenstopp ein und wurde von den beiden Vorständen John Holmes und Fred Thompson überzeugt, stattdessen bei Sheffield Wednesday zu unterschreiben. In der Folge blieb er die nächsten elf Spielzeiten bei Wednesday und erzielte 100 Tore in 293 Ligaeinsätzen, dazu kamen weitere 14 Tore in 28 FA-Cup-Spielen seines Vereins. Im Pokalfinale 1896 erzielte er beim 2:1-Sieg Wednesdays über die Wolverhampton Wanderers beide Treffer. Neben den beiden Toren galt er mit seinen guten Spielzügen auch sonst als spielbeherrschendes Mannschaftsmitglied. Mit seinem Verein gewann er auch die English Second Division im Jahr 1900 und die English First Division im Jahr 1903.
Einsätze von Spiksley bei Sheffield Wednesday:
| Saison   | 1891/92 | 1892/93 | 1893/94 | 1894/95 | 1895/96 | 1896/97 | 1897/98 | 1898/99 | 1899/1900 | 1900/01 | 1901/02 | 1902/03 | TOTAL |
| Einsätze | 3       | 31      | 33      | 33      | 35      | 28      | 32      | 30      | 34        | 14      | 27      | 34      | 324   |
| Tore     | 2       | 18      | 16      | 10      | 13      | 10      | 17      | 3       | 10        | 4       | 5       | 8       | 116   |

### Southern United
In der Saison 1905/06 wechselte Spiksley zur Mannschaft von Southern United in London, die in der Southern League Division 2 spielte.

### Spiele für die englische Nationalmannschaft
Spiksley gehörte siebenmal zum Aufgebot der englischen Nationalmannschaft und erzielte sieben Tore. Beim Gewinn der British Home Championship in den Jahren 1893 und 1898 gehörte er zum Team. Im Jahr 1893 erzielte er bei seinem ersten Einsatz in der Nationalmannschaft beim 6:0-Erfolg gegen die walisische Fußballnationalmannschaft drei Treffer. Zu den anderen Torschützen des Tages gehörten Jack Reynolds und John Goodall. Weitere drei Tore erzielte er beim 5:2-Sieg gegen die schottische Fußballnationalmannschaft. Sein siebtes Tor im dritten Spiel erzielte er beim 2:2-Unentschieden im Jahr 1894 gegen die irische Fußballnationalmannschaft. Zu seinen Mannschaftskameraden bei diesem Einsatz gehörten Steve Bloomer und Ernest Needham. Am 14. März 1903 traf Spiksley einmal beim 3:0-Sieg des englischen Meisters der English League XI Sheffield Wednesday über den schottischen Meister der Scottish League XI im Celtic Park.
Für die Gesamtzahl der von Spiksley für die Nationalmannschaft erzielten Tore werden von verschiedenen Quellen unterschiedliche Zahlen genannt. In seinem Buch 50 Years of Football 1895–1934 zählt Sir Frederick Wall, der Sekretär des englischen Fußballverbandes im Jahr 1893, Spiksley einen Hattrick in der Begegnung mit Schottland zu. bei seinem ersten Länderspiel wurde das letzte Tor des 6:0-Sieges über Wales in den Spielberichten der meisten Zeitungen, darunter auch der The Times und der Athletic News, nie einem bestimmten Spieler offiziell zugeordnet, daher wurde das Tor wohl falsch gezählt. Einige Zeitungen, darunter der Guardian, zählten es mit und schrieben es Spiksley zu. Spiksley selbst hat immer angegeben, in seinem ersten Einsatz für die Nationalelf einen Hattrick erzielt zu haben, ebenso wie in seinem zweiten Spiel gegen Schottland.
Einsätze von Spiksley für die englische Nationalmannschaft:
| Datum:    | 13. März 1893 | 1. April 1893 | 3. März 1894 | 7. April 1894 | 7. März 1896 | 28. März 1898 | 2. April 1898 |
| Gegner:   | Wales         | Schottland    | Irland       | Schottland    | Irland       | Wales         | Schottland    |
| Ergebnis: | 6:0           | 5:2           | 2:2          | 2:2           | 2:0          | 3:0           | 3:1           |

## Karriere als Trainer

### Schweden
Nach Beendigung seiner Spielerkarriere im Jahr 1906 schlug Spiksley erfolgreich die Trainerlaufbahn ein. Im Jahr 1911 unterschrieb er einen Vertrag bei AIK Stockholm und führte den Verein zum Gewinn der seinerzeit im Pokalmodus ausgetragenen schwedischen Meisterschaft. Er war auch kurz zum Trainer der schwedischen Fußballnationalmannschaft ernannt worden. Seine Amtszeit wurde jedoch infolge einer Auseinandersetzung zwischen zwei rivalisierenden Fraktionen innerhalb des schwedischen Fußballverbandes verkürzt. Spiksley wurde als Kandidat der Stockholmer Fraktion angesehen und seine Ernennung wurde von der Göteborg Fraktion bekämpft. Im Jahr 1912 unterbreitete der Verband ihm ein neues Angebot, das er aber ablehnte.

### Internierung in Deutschland
Im Jahr 1913 war Spiksley in Deutschland, zuerst beim TSV 1860 München und dann beim 1. FC Nürnberg. Während seiner Tätigkeit brach der Erste Weltkrieg aus und Spiksley wurde zusammen mit seinem Sohn, Fred Junior, im Lager Ruhleben bei Berlin, in dem zwischen 4.000 und 5.500 Häftlinge untergebracht waren, interniert. Es entwickelte sich ein gewisses gesellschaftliches Leben und Fußball wurde zu einer beliebten Beschäftigung. Spiksley war einer von mehreren ehemaligen Profi-Fußballspielern im Lager. Dazu gehörten auch noch die englischen Nationalspieler Fred Pentland, Samuel Wolstenholme und Steve Bloomer, der schottische Nationalspieler John Cameron, der deutsche Nationalspieler Edwin Dutton und John Brearley, der vorher für den FC Everton und Tottenham Hotspur gespielt hatte.
Es wurden Pokal- und Ligawettbewerbe organisiert und bei den größeren Spielen waren bis zu 1.000 Zuschauer anwesend. Die Mannschaften wählten Namen bekannter Mannschaften und am 16. November 1914 spielte Spiksley in einem Pokalfinale zwischen den Mannschaften von Oldham Athletic und Tottenham Hotspur. Für welche der beiden Mannschaften Spiksley antrat, lässt sich derzeit nicht mehr feststellen. Die Mannschaft von Oldham war prinzipiell eine Auswahl von Absolventen einer privaten Public School. Daher ist es wahrscheinlicher, dass er zusammen mit Bloomer and Dutton für Tottenham spielte. Das Spiel selbst wurde von Wolstenholme geleitet. Spiksley konnte im Frühjahr 1915 aus Ruhleben fliehen und schiffte sich nach einem kurzen Aufenthalt in England in die Vereinigten Staaten ein, wo er in Pittsburgh in einer Munitionsfabrik arbeitete.

### Trainerstationen nach dem Ersten Weltkrieg
Im Jahr 1918 war Spiksley in Spanien als Trainer tätig, 1921 kehrte er zuerst in die Vereinigten Staaten zurück und reiste dann nach Mexiko weiter. Dort trainierte er die Vereine Reforma Athletic Club und Real Club España. Beide Vereine traten in der Primera Fuerza an, einer in Mexiko-Stadt veranstalteten Liga, deren Meister auch als mexikanische Fußballmeister angesehen wurden. Im Jahr 1924 führte Spiksley den Club España zum Titelgewinn der Primera Fuerza. Er kehrte nach England zurück und arbeitete zwischen 1924 und 1926 als Assistenztrainer beim FC Fulham. Während seiner Zeit bei Fulham nahm der Verein erfolgreich am FA Cup teil und warf die mit Dixie Dean angetretene Mannschaft FC Everton aus dem Wettbewerb. 1926 führte ihn sein Weg erneut nach Deutschland zum 1. FC Nürnberg, mit dem er im Jahr 1927 die deutsche Fußballmeisterschaft erringen konnte.
Im Jahr 1931 wurde Spiksley erneut vom FC Fulham in das Craven Cottage eingeladen, um mit den beiden Spielern Barrett und Oliver mehrere Trainingsfilme zu drehen. Ein Ausschnitt aus einem Film, in dem er seine brillante Fußballtechnik zeigt, hat die Zeiten überdauert..
Zwischen 1933 und 1936 übernahm Spiksley das Amt des Trainers für die Schulmannschaft der King Edward VII Schule in Sheffield. In diesem Zeitraum blieb die erste Mannschaft gegen andere Schulmannschaften ungeschlagen. Dieser Erfolg wurde auf ziemlich ungewöhnliche Weise anerkannt: Die Ardath Tobacco Company nahm die Schulmannschaft des Jahres 1935–1936 in die Sammelserie dieses Jahres der den Zigarettenpackungen beiliegenden Bildern von bekannten Fußballmannschaften auf, so dass die Mannschaft zusammen mit den besten Fußballteams jener Zeit genannt wurde.

### Werke
Von Spiksley gibt es diverse Publikationen:
- Im Jahr 1907 wurden seine Erinnerungen veröffentlicht.
- Briefe an einen schwedischen Journalisten bildeten die Grundlage eines der ersten schwedischen Fußballlehrbücher.
- Im Jahr 1920 wurde seine Autobiographie geschrieben und in einer Zeitungsserie veröffentlicht.
- 1928 schrieb er eine Zeitungsserie, in der er den Lesern zeigte, wie man das Fußballspiel trainiert und wie man spielt – jede Woche wurde eine andere Spielposition oder eine Spieltechnik behandelt.

## Erfolge

### Spieler
- Britische Meisterschaft der Nationalmannschaften: 1892/93, 1897/98
- Englische Meisterschaft: 1902/03
- Englischer Pokal: 1895/96

### Trainer
- Deutsche Meisterschaft: 1926/27
- Schwedische Meisterschaft: 1911
- Mexikanische Meisterschaft: 1924